# フィリップ・ピーター
フィリップ・ピーター（Philipp Peter、1969年4月6日 ‐ ）は、オーストリアの元レーシングドライバー。同国のウィーン出身、モナコ在住。
日本で活動していた時期のメディアではドイツ語での発音にならい「フィリップ・ペーター」と記される場合が多かった。

## 経歴

### モータースポーツの開始時
1985年にレーシングカートでレースを始め、19歳になる1988年にオーストリア・フォーミュラ・フォードで四輪レースにステップアップする。その初年度に2回表彰台を獲得した。

### フォーミュラ3
1994年、ピーターはドイツF3で初めて優勝。1995年に日本へと渡り、全日本F3選手権に挑戦しランキング5位を獲得、第5戦鈴鹿ではファステストラップを記録した。ピーターは日本でF3000へのステップアップを希望していたが、シート獲得に至らずフォーミュラレースの参戦を終了した。

### ツーリングカー
F3レースと並行して、1995年にドイツ・スーパーツーリング選手権の契約を獲得。シーズン中、彼はプライベートチームMIGのアウディ・80クアトロを運転。また全日本ツーリングカー選手権(JTCC)にも参戦経験があり、1995年にインターTECにスポット参戦。アンソニー・レイドの代役としてHKSよりチーム・メイトのジャスティン・ベルと共にオペル・ベクトラをドライブした。
1996年、ピーターはツーリングカーレースに集中し、アウディのワークス・チームA.Z.Kに移籍した。新しいアウディ・A4クアトロで彼はシーズン中に1レースに勝ち、3回表彰台に登った。最終ドライバーランキングは9位であった。シリーズチャンピオンもチームメイトのエマニュエル・ピロが獲得した。1997年、ピーターはドイツ・スーパーツーリング選手権に留まったが、アウディ勢は前年度より成績が下降。ツヴァイブリュッケンでは3位を獲得したが、ピーターはアウディワークスワーストのランキング16位と不本意な結果を残した。アウディワークスは翌年以降参戦せず、セミワークスのアプト・スポーツラインや、ピーターが1995年に在籍したミグ・モータースポーツなどのプライベーターチームが参戦するのみとなった。並行して、彼はポルシェ・911 GT2で合計3レースFIA GT選手権に参戦し、コンラット・モータースポーツとアンジェロザドラから参戦。フランツ・コンラットとのコンビではロード・アトランタで表彰台に登った。

### インディライツ
1998年にはインディ・ライツに参戦。1999年に3勝を挙げ、シリーズ3位となる。しかし、両方の年で、彼はチームメイトで後のチャンピオンとなるオリオール・セルビアに遅れをとった。

### スポーツカーレースとその後
一方でル・マン24時間レースやセブリング12時間レースにおいても活躍し、ル・マンでは初参戦でマルコ・ヴェルナーとミハエル・クルムと共にアウディで総合3位。セブリングでもヴェルナーとフランク・ビエラと共に参戦。こちらでは総合優勝を達成した。
1997年の3つのGTレースでの参戦後、ピーターは1998年1月にデイトナ24時間レースの予備テストに登録されたが、ポルシェ・911 GT1でのシートを獲得することは出来なかった。
2000年1月と2月、ピーターはデイトナとセブリングの2つの主要な長距離レースで、ルカ・リッチテリとディーター・クエスターとともにポルシェ・996 GT3 Rを運転。クラスで2回表彰台を獲得したピーターは、ヨーロッパのRWSモータースポーツでFIA GT選手権に参加する機会もあって参加。しかし、今シーズンの彼の主な参戦シリーズはFIAスポーツカーチャレンジで、ピーターはマルコ・ザドラで総合3位に入賞。BMSスクーデリア・イタリアで好成績を挙げたにもかかわらず、翌年、フェラーリ・333SPで再び参戦する機会は与えられなかった。
2001年にFIA GT選手権に切り替え、ポルシェ・996 GT3 RSでオートランドスポーツ、レドルフィオーランド、アートエンジニアリングを合計3つの異なるチームでドライブ。それでも、彼はN-GTの異なるチームメイトとの選手権で2つのレースに勝つ。並行して、ピーターはポルシェスーパーカップでもドライブし、中盤での最初のシーズンを終了。翌年、ポルシェのワンメイクカップでのパフォーマンスが向上。彼は2つのレースに勝ち、表彰台でさらに2つでシーズンを終えた。年の終わりに、彼はチームメイトのマルコ・ヴェルナーに続いて総合8位となり、ヴェルナーと一緒に、ル・マン24時間レースに参加する機会も与えられた。アウディ ワークス・チーム向けジョエストレーシングの場合、彼はウェルナーとミハエル・クルムとともにアウディ・R8を総合3位でドライブ。並行して、ピーターは継続し始めていたFIA GT選手権は、トト・ヴォルフと組んだオッシャースレーベンでのクラス優勝だけで、選手権N-GTの決定には役割を果たさなかった。
2003年はいくつかのスポーツカーシリーズを開始。年の初めに、彼はヨースト・レーシングからセブリング12時間レースに出場し優勝。その後はFIA GT選手権に欧州で　N・テクノロジー開発のフェラーリ・550マラネロ、後にフェラーリ・575 GTC技術的欠陥の一連の後で選手権レースに出場し、エストリルでファビオ・バビーニが総合優勝に。さらに、彼はダラー・モータースポーツからのBMWでのヨーロッパのツーリングカー耐久選手権でスタートし、アンドレア・モンテルミーニとクラス優勝。クラウス・エンゲルホーンとル・マンの1000mレースに参戦。翌年、ピーターは再びFIA-GTとツーリングカー耐久選手権に集中しようとしたが、彼はデイトナでの24時間レースのシーズンでスタートし、クラスの表彰台でフィニッシュした。一方でGT選手権での結果は安定的ではなく、チームは表彰台を何度か獲得したが、トップ10以内に入れない結果もあった。
2005年、ピーターはFIA GT選手権で独占的にドライブし、2003年以降、マセラティ・MC12 GT1で新しい車を受け取り、モネガスチームJMBに戻る。スパ・フランコルシャンとバーレーンでの24時間レースで 2位になり、中盤でシーズンを終えた。2006年には、彼にとって多くの新しい機会があった。ドバイ24時間レースで、彼はディーター・クエスター、ハンス＝ヨアヒム・スタック、トト・ヴォルフとともにダラー・モータースポーツ・チームでのクラス優勝を目指した。彼はまた、以前のポルシェスーパーカップに参戦した際在籍したファーンバッハー・レーシングからデイトナ24時間レースのコックピットを受け取る。彼はマルコ・ヴェルナー、ディーター・クエスター、ルカ・リチテッリとクラスで準優勝した。FIA-GTでは、彼はオーストリアのチームレース・アライアンスに切り替え、アストンマーティン・DBR9とカール・ヴェンドリンガーと共に挑む。彼はチームのシリーズで2回目のレースに勝つが、ドライバーデュオは他のいくつかのランで失敗したため、パフォーマンスを発揮できなかった。シーズンの途中、ル・マンのプロトタイプで再びスタートする機会を与えられたが、技術的な欠陥のため序盤でリタイアとなった。
好成績の結果、ピーターは2007年に3つの異なるシリーズで、ヨーロッパとアメリカの主要な長距離レースでスタートした。シーズンは、ディーター・クエスター、ディルク・ヴェルナー、ジェイミー・キャンベル＝ウォルターによるドバイの24時間レースでの総合優勝から始まった。FIA-GTでは、PSI-ExperianceのシボレーコルベットC6.R、JMBのMaserati 、Advanced Engineeringのフェラーリ・F430 GT、およびGigawave Motorsportのアストンマーティン・DBR9の間でシーズンのコースを切り替えたが、表彰台に登ることができ、インターナショナルGTオープンの一部のレースで状況は改善し、彼はフェラーリ・F430 GTで総合優勝を果たした。週末にさらに2回、ピーターはADAC GTマスターをドライブし、表彰台でアンリモーザーと4回の走行をそれぞれ終えた。そのうち2回は総合優勝者となった。彼はまた、ブラジルのル・マン・シリーズのシーズン・フィナーレとヴァレルンガの6時間のレースに登録された。
ピーターは2008年のFIA GT選手権と、そのシリーズ外のドバイ24時間レースで再び参戦し、ドバイではクラス3位でフィニッシュした。FIA GTの次のシーズンでは、彼はギガウェーブ・モータースポーツに移籍し、アラン・シモンセンと並んで選手権のほとんどを完了し、年末に7位でフィニッシュした。しかし、シーズン終了後、彼はシリーズから去り、2009年にル・マンシリーズとインターナショナルGTオープンでスタートした。彼は、LMSのルマン・プロトタイプに参戦し完走は二度だったが、チームメイトのミカル・ブロニシェフスキがインターナショナルGTオープンのGTSチャンピオンとしてシーズンを終了。
2014年11月、ピーターは現役を引退した。

## プライベート
ピーターは現在妻と息子と共にモナコで暮らしている。

## レース戦績

### ドイツ・フォーミュラ3選手権
| 年     | エントラント                 | シャーシ     | エンジン       | クラス | 1       | 2     | 3       | 4       | 5       | 6     | 7       | 8      | 9     | 10       | 11      | 12    | 13    | 14    | 15      | 16      | 17    | 18      | 19    | 20      | 21      | 22    | 23    | 24      | 25    | 26    | 順位 | ポイント |
| ------ | ---------------------------- | ------------ | -------------- | ------ | ------- | ----- | ------- | ------- | ------- | ----- | ------- | ------ | ----- | -------- | ------- | ----- | ----- | ----- | ------- | ------- | ----- | ------- | ----- | ------- | ------- | ----- | ----- | ------- | ----- | ----- | ---- | -------- |
| 1991年 | ヴィエンナ・レーシング       | Eufra 390    | オペル         | A      | ZOL 12  | HOC 9 | NÜR     | AVU Ret | MST     | WUN   | NOR     | DIE 10 | NÜR 8 | NÜR2 Ret | HOC3 13 |       |       |       |         |         |       |         |       |         |         |       |       |         |       |       | 16位 | 8        |
| 1992年 | ジャック・イスラ・レーシング | ダラーラF392 | アルファロメオ | A      | ZOL 3   | ZOL 4 | NÜR 2   | NÜR 4   | WUN Ret | WUN 6 | AVU Ret | AVU 3  | NÜR 7 | NÜR 9    | HOC 11  | HOC 9 | NOR 5 | NOR 6 | BRN 6   | BRN 6   | DIE 5 | DIE 5   | NÜR 7 | NÜR 5   | ALE Ret | ALE 4 | NÜR 7 | NÜR DNS | HOC 3 | HOC 2 | 5位  | 168      |
| 1993年 | ジャック・イスラ・レーシング | ダラーラF393 | フィアット     | A      | ZOL Ret | ZOL 3 | HOC Ret | HOC Ret | NÜR 7   | NÜR 6 | WUN Ret | WUN 6  | NOR 2 | NOR 5    | DIE 5   | DIE 3 | NÜR 9 | NÜR 8 | ALE 4   | ALE Ret | AVU 9 | AVU DNS | HOC 5 | HOC DNS |         |       |       |         |       |       | 6位  | 96       |
| 1994年 | elfフォルメル3               | ダラーラF394 | フィアット     | A      | ZOL 13  | HOC 5 | HOC 4   | NÜR 13  | NÜR Ret | WUN 8 | WUN 5   | NOR 3  | NOR 1 | DIE 5    | DIE 4   | NÜR 7 | NÜR 7 | AVU 8 | AVU Ret | ALE 9   | ALE 6 | HOC 5   | HOC 4 |         |         |       |       |         |       |       | 7位  | 116      |

- 太字はポールポジション、斜字はファステストラップ。

### 全日本フォーミュラ3選手権
| 年     | チーム                | シャシー       | エンジン | 1     | 2     | 3     | 4     | 5     | 6       | 7     | 8     | 9   | 10  | 順位 | ポイント |
| ------ | --------------------- | -------------- | -------- | ----- | ----- | ----- | ----- | ----- | ------- | ----- | ----- | --- | --- | ---- | -------- |
| 1995年 | TOMEI OPEL TEAM JAPAN | ダラーラ・F395 | オペル   | SUZ 4 | FSW C | TSU 5 | MIN 5 | SUZ 3 | TAI Ret | SUG 4 | FSW 4 | SUZ | SEN | 5位  | 17       |

### 全日本ツーリングカー選手権
| 年     | チーム                  | 使用車両         | 1     | 2     | 3     | 4     | 5     | 6     | 7     | 8     | 9     | 10    | 11    | 12    | 13    | 14    | 15       | 16       | 順位 | ポイント |
| ------ | ----------------------- | ---------------- | ----- | ----- | ----- | ----- | ----- | ----- | ----- | ----- | ----- | ----- | ----- | ----- | ----- | ----- | -------- | -------- | ---- | -------- |
| 1995年 | HKSオペルチームジャパン | オペル・ベクトラ | FSW 1 | FSW 2 | SUG 1 | SUG 2 | TOK 1 | TOK 2 | SUZ 1 | SUZ 2 | MIN 1 | MIN 2 | TAI 1 | TAI 2 | SEN 1 | SEN 2 | FSW 1 10 | FSW 2 22 | 29位 | 1        |

### ドイツ・スーパーツーリング選手権
| 年     | チーム                                   | 使用車両                     | 1        | 2        | 3        | 4        | 5        | 6         | 7        | 8         | 9         | 10       | 11       | 12       | 13       | 14        | 15        | 16        | 17        | 18        | 19       | 20       | 順位 | ポイント |
| ------ | ---------------------------------------- | ---------------------------- | -------- | -------- | -------- | -------- | -------- | --------- | -------- | --------- | --------- | -------- | -------- | -------- | -------- | --------- | --------- | --------- | --------- | --------- | -------- | -------- | ---- | -------- |
| 1995年 | ミグ・モータースポーツ・インターエッセン | アウディ・80コンピティション | ZOL 1 8  | ZOL 2 13 | SPA 1 15 | SPA 2 11 | ÖST 1 21 | ÖST 2 12  | HOC 1 16 | HOC 2 Ret | NÜR 1 16  | NÜR 2 21 | SAL 1 18 | SAL 2 19 | AVU 1 13 | AVU 2 Ret | NÜR 1 15  | NÜR 2 12  |           |           |          |          | 15位 | 122      |
| 1996年 | A.Z.K/ROC コンペティション               | アウディ・A4クワトロ         | ZOL 1 2  | ZOL 2 14 | ASS 1 6  | ASS 2 21 | HOC 1 2  | HOC 2 Ret | SAC 1    | SAC 2 19  | WUN 1 12  | WUN 2 6  | ZWE 1 4  | ZWE 2 17 | SAL 1 10 | SAL 2 11  | AVU 1 Ret | AVU 2 Ret | NÜR 1 5   | NÜR 2 4   |          |          | 9位  | 256      |
| 1997年 | A.Z.K ROC/オート                         | アウディ・A4クワトロ         | HOC 1 16 | HOC 2 14 | ZOL 1 6  | ZOL 2 5  | NÜR 1 21 | NÜR 2 Ret | SAC 1 6  | SAC 2 21  | NOR 1 Ret | NOR 2 8  | WUN 1 17 | WUN 2 19 | ZWE 1 5  | ZWE 2 3   | SAL 1 16  | SAL 2 15  | REG 1 Ret | REG 2 Ret | NÜR 1 12 | NÜR 2 17 | 16位 | 205      |

### インディ・ライツ
| 年     | チーム                     | 1      | 2     | 3       | 4      | 5     | 6      | 7       | 8     | 9     | 10      | 11     | 12     | 13    | 14     | 順位 | ポイント |
| ------ | -------------------------- | ------ | ----- | ------- | ------ | ----- | ------ | ------- | ----- | ----- | ------- | ------ | ------ | ----- | ------ | ---- | -------- |
| 1998年 | ドリーイコット・レーシング | MIA 11 | LBH 4 | NZR Ret | STL 2  | MIL 9 | DET 10 | POR Ret | CLE 7 | TOR 4 | MIS Ret | TRS 11 | VAN 9  | LS 16 | FON 12 | 11位 | 62       |
| 1999年 | ドリーイコット・レーシング | MIA 13 | LBH 1 | NZR 8   | STL 11 | MIL 1 | DET 4  | POR 7   | CLE 1 | TOR 8 | MIS 12  | TRS 8  | VAN 10 |       |        | 3位  | 62       |

### セブリング12時間レース
| 年     | チーム                           | チームメイト                              | 車両                | クラス | 周回 | 総合順位 | クラス順位 |
| ------ | -------------------------------- | ----------------------------------------- | ------------------- | ------ | ---- | -------- | ---------- |
| 2000年 | RWSモータースポーツ              | ルカ・リッチテリ ディーター・クエスター   | ポルシェ・911 GT3-R | GT     | 302  | 14位     | 4位        |
| 2001年 | RWSモータースポーツ              | ノーマン・サイモン ディーター・クエスター | ポルシェ・911 GT3-R | GT     | 127  | DNF      | DNF        |
| 2003年 | インフィニオン・チーム・ヨースト | マルコ・ヴェルナー フランク・ビエラ       | アウディ・R8        | LMP900 | 367  | 1位      | 1位        |

### ル・マン24時間レース
| 年     | チーム                            | コ・ドライバー                                | 使用車両                  | クラス | 周回 | 総合順位 | クラス順位 |
| ------ | --------------------------------- | --------------------------------------------- | ------------------------- | ------ | ---- | -------- | ---------- |
| 2002年 | アウディ スポーツ チーム ヨースト | マルコ・ヴェルナー ミハエル・クルム           | アウディ・R8              | LMP900 | 372  | 3位      | 3位        |
| 2006年 | スイス スピリット                 | ハロルド・プリマット マルセル・フェスラー     | クラージュ・LC70          | LMP1   | 132  | DNF      | DNF        |
| 2007年 | PSI エクスペリエンス              | クロード＝イヴ・ゴセリン デヴィッド・ハリデー | シボレー・コルベット C6.R | GT1    | 289  | 28位     | 12位       |
| 2009年 | GAC レーシング チーム             | カリム・オジェ クロード＝イヴ・ゴセリン       | ザイテック・07S/2         | LMP2   | 102  | DNF      | DNF        |